# أرينا مونتيري
أرينا مونتيري (بالإنجليزية: Arena Monterrey) هي ساحة داخلية تقع في مونتيري، المكسيك.